# Hemerobius bolivari
Hemerobius bolivari is een insect uit de familie van de bruine gaasvliegen (Hemerobiidae), die tot de orde netvleugeligen (Neuroptera) behoort. 
Hemerobius bolivari is voor het eerst wetenschappelijk beschreven door Banks in 1910.